# 岡田佐知恵
岡田 佐知恵（おかだ さちえ、9月3日 - ）は、日本の女優、声優。埼玉県出身。アーツビジョン所属。

## 略歴
勝田声優学院卒業生。

## 人物
主に舞台女優として、「劇団あかぺら倶楽部」の団員として多数の舞台に出演している。
趣味は美味しい紅茶を入れること、お菓子作り。

## 出演

### テレビアニメ
- R.O.D -THE TV-（2003年、女性警察官）
- 名探偵コナン（2005年、受付係）
- 爆裂天使（2007年、女生徒A）
- はっけん たいけん だいすき!しまじろう（2008年、レオンくん）
- しまじろう ヘソカ（2011年）

### OVA
- 名探偵コナン 消えたダイヤを追え! コナン・平次vsキッド!（2006年、アナウンサー）

### ゲーム
- ソード・オブ・レイファント（2000年）
- ラジアータ ストーリーズ（2005年、エルウェン）
- デビルサマナー ソウルハッカーズ（2012年、母、八角酒店店主）

### 吹き替え

#### 映画
- エニグマ奪還
- カンパニー・マン
- ノイズ
- ノット・ア・ガール

#### ドラマ
- F.B.EYE!! 相棒犬リーと女性捜査官スーの感動!事件簿
- セックス・アンド・ザ・シティ
- 炎の英雄 シャープ（ジェーン）
- 流星花園（メイド 他）
- ロボコップ プライム・ディレクティヴ（アン）

#### テレビ番組
- ライオンたちとイングリッシュ

### 舞台
- 幾度目かの危機（町瀬裕子）
- 塩祝申そう（朝枝）
- のばらの庭（道枝）
- パパ・アイ・ラヴ・ユー（ローズマリー・モーティマー）
- Funny Money（ベティ・ジョンソン）
- 法王庁の避妊法（野村ハナ）
- MOTHER（平塚明子）
- また逢おうと竜馬は言った（カオリ）
- 見果てぬ夢（江尻千夏）
- 罠 Piege pour un Homme seul（フローランス）

### その他コンテンツ
- しましまとらのしまじろうこどもちゃれんじ おまけビデオ（しか子先生）